# Thomas Hair

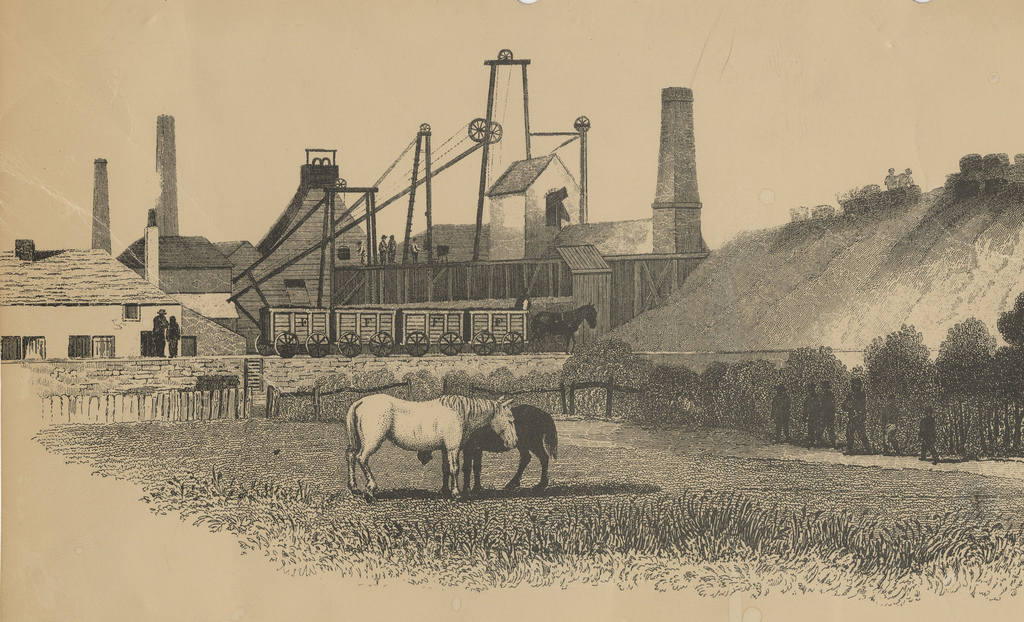
Fawdon Wagonway bei der Wideopen Colliery in Northumberland

Thomas Harrison Hair (* um 1810 in Newcastle upon Tyne; † 11. August 1875 ebenda) war ein britischer Künstler.

## Leben und Werk
Thomas Harrison Hair wurde um 1810 in der Grafschaft Northumberland im Nordosten Englands als Sohn des Gerbers John Hair aus Scotswood geboren.
Vermutlich begann er seine Ausbildung in Tyneside bei dem Lithographen Mark Lambert (1781–1855), einem Assistenten des Holzschneiders Thomas Bewick.
Schon im Alter von 18 Jahren interessierte sich Thomas Hair für Sujets aus dem Bergbau seiner Heimat- bereits 1828 entstand das Aquarell Hebburn Colliery.
In den dreißiger Jahren ging Hair nach London; einige seiner Gemälde wurden in der Royal Academy of Arts ausgestellt.
Zwischen 1828 und 1842 entstand eine Serie von Aquarellen, die als Vorstudien für das 1844 veröffentlichte Buch Views of the Collieries in the Counties of Northumberland and Durham dienten.
Mehr als 40 Radierungen stellten den Weg der Kohle von der Förderung über die Aufbereitung und den Eisenbahntransport bis zu den Verladeanlagen an den Flüssen dar.
Die graphische Übertragung der Aquarelle wurde von mindestens fünf Radierern erledigt, die für die Arbeit etwa fünf Jahre benötigten. Das Ergebnis zeichnet sich durch eine hohe Kunstfertigkeit aus und bietet einen seltenen Einblick in die frühindustrielle Entwicklung Englands.
Heute befinden sich diese Aquarelle im Bestand der Hatton-Gallery der Newcastle University.